# Z-Netz

Das Z-Netz im Januar 1993. Verbindungen zeigen die nächtlichen Netcalls (Peering) zum Routing der Nachrichten.

Das Z-Netz ist ein selbstverwaltetes Mailboxnetz.

## Geschichte
Anfangs wurde dieses Netz nach dem dreiköpfigen Höllenhund Kerberos der griechischen Mythologie Zerberus-Netz oder einfach Zerberus genannt. Die technische Basis dafür war anfangs das Mitte der 1980er Jahre entwickelte Mailbox-Programm Zerberus, das ab 1992 bis zu ihrer Auflösung 1999 von der Zerberus Gesellschaft für Kommunikation mbH gepflegt und vertrieben wurde. Später wurde nur noch die Bezeichnung Z-Netz verwendet, um zu dokumentieren, dass die Verwendung nicht an eine bestimmte Software gebunden ist.
Das Z-Netz war das erste deutschsprachige Mailboxnetz, das demokratisch organisiert war, Nicht-Computerthemen wie Umweltschutz, Politik und Literatur in den Vordergrund stellte und Gegenöffentlichkeit schuf. Aufbauend auf den Z-Netz-Strukturen entstanden neue Netze wie das T-Netz (Teilvernetze Bretter), das gewerkschaftlich orientierte Solinet und das links ausgerichtete CL-Netz (Untergruppe von zeitweise über 200 Mailboxen und eigene CL-Bretter).
Seit 1992 verwendet das Z-Netz das eigens entwickelte Protokoll ZConnect für den Austausch von E-Mail und News.
Vereinzelt nutzen es noch Mailboxen, die hauptsächlich als Gateway zum Internet betrieben werden. ZConnect war im Grundsatz mehr als nur ein Protokoll, da Entwickler entsprechender Software in einem demokratischen Verfahren über die Normierung entschieden haben. Dieses Verfahren führte zu einer breiten Akzeptanz bei den Entwicklern, die Software für diesen Nischenmarkt bereitstellten. Stellvertretend für alle seien hier die Entwickler von CrossPoint und NCBMail genannt.
Heutzutage ist z-netz.* im Wesentlichen eine kleine deutschsprachige Usenet-Hierarchie. Aktive Gruppen existieren vor allem in Bereichen, wo es in de.* keine Spezialgruppe gibt, z. B. z-netz.alt.liebesleben.geschichten, z-netz.alt.rechnerkrieg, z-netz.freizeit.rollenspiele.dsa oder z-netz.alt.esoterik.reiki.

## Technischer Aufbau
Das Netz bestand zum Januar 1993 aus circa 380 angeschlossenen Mailboxen, die über Modem-Einwahl für Nutzer zum Lesen und Schreiben offen standen. Nachrichten an Nutzer anderer Mailboxen wurden gesammelt und über ein eigenes Routingverfahren weitergeleitet. Hierzu existierte zwischen den Mailboxen ein regelmäßiges Peering über sogenannte NetCalls. Diese fanden üblicherweise nachts statt, teilweise aber auch mehrmals täglich.
Obwohl viele Mailboxen mehrere Telefonleitungen zur Einwahl bereitstellten, wurden Textnachrichten häufig über sogenannte Points abgewickelt. Das waren persönliche Clients auf den Amiga, Atari und MS–DOS PCs der Nutzer, die die DFÜ-Verbindung nur für den Nachrichtenaustausch herstellten und dem Nutzer das Offline-Lesen und -Schreiben der Nachrichten ermöglichten.